# كارلوس غونزاليس
كارلوس غونزاليس (بالإسبانية: Carlos González Peña)‏ (28 يوليو 1983 سلامنكا إسبانيا - ) هو لاعب كرة قدم إسباني يلعب كمدافع.

## روابط خارجية
- كارلوس غونزاليس على موقع الاتحاد الدولي (مؤرشف)  (الإنجليزية)
- كارلوس غونزاليس على موقع قاعدة بيانات كرة القدم.إي يو (الإنجليزية)
- كارلوس غونزاليس على موقع Soccerway.com (الإنجليزية)
- كارلوس غونزاليس على موقع AS.com (الإسبانية)